# Joe Walsh (Politiker, 1961)

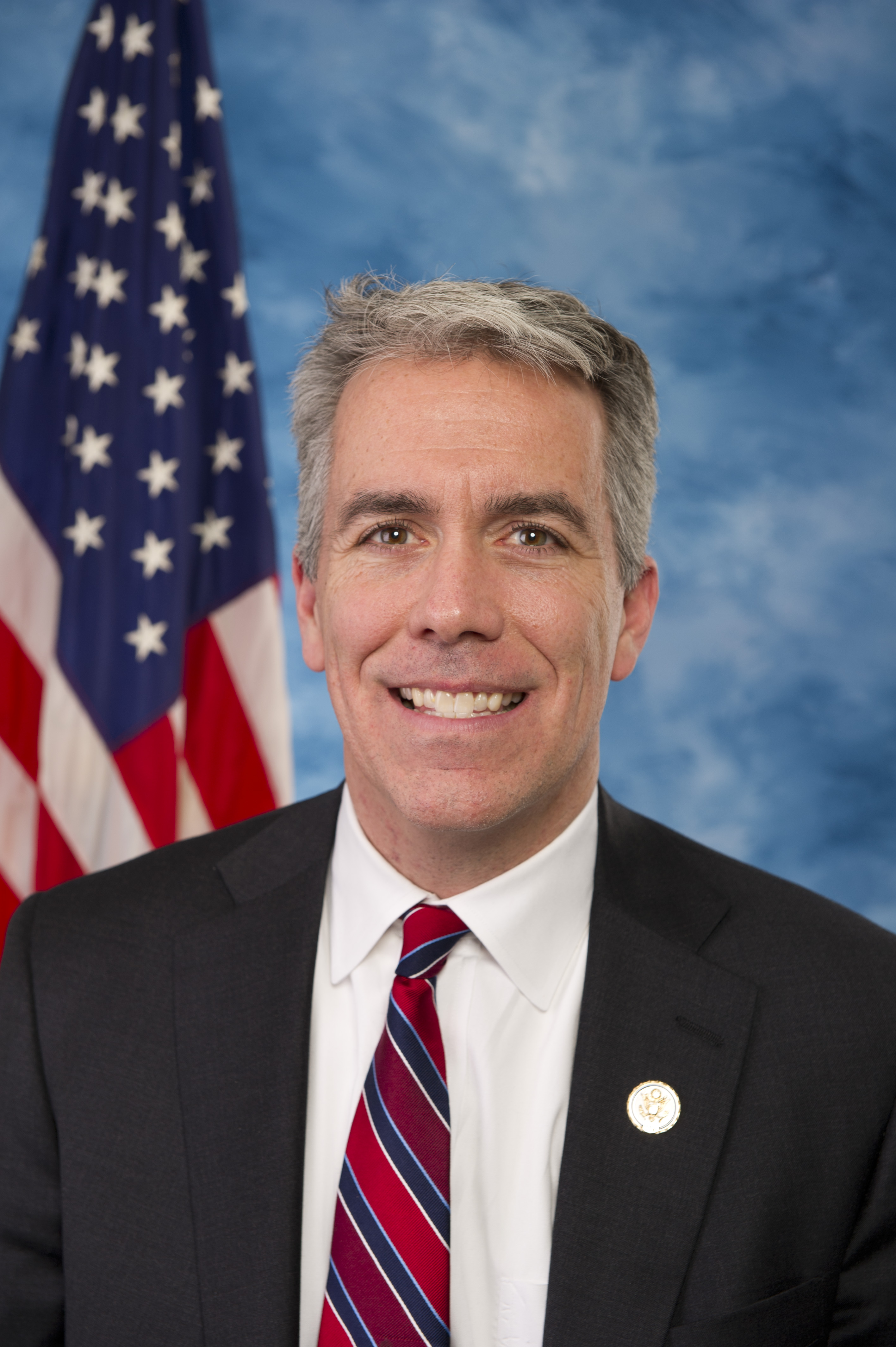
Joe Walsh (2011)

William Joseph „Joe“ Walsh (* 27. Dezember 1961 in North Barrington, Lake County, Illinois) ist ein US-amerikanischer Politiker. Von 2011 bis 2013 vertrat er den Bundesstaat Illinois im US-Repräsentantenhaus.

## Werdegang
Joe Walsh wuchs in North Barrington auf und besuchte bis 1980 die Barrington High School. Danach studierte er bis 1985 an der University of Iowa in Iowa City. Er beendete seine Ausbildung im Jahr 1991 an der University of Chicago. Danach war er als privater Geschäftsmann tätig. Politisch schloss er sich der Republikanischen Partei an. Im Jahr 1996 kandidierte er erfolglos für den Kongress. Zwei Jahre später scheiterte seine Kandidatur für das Repräsentantenhaus von Illinois.
Bei den Kongresswahlen des Jahres 2010 wurde Walsh im achten Wahlbezirk von Illinois in das US-Repräsentantenhaus in Washington, D.C. gewählt, wo er am 3. Januar 2011 die Nachfolge der ihm zuvor unterlegenen Demokratin Melissa Bean antrat. Er war Mitglied im Ausschuss für Innere Sicherheit, im Committee on Oversight and Government Reform und im Committee on Small Business sowie in acht Unterausschüssen. Walsh war ein ausgesprochener Gegner von Präsident Barack Obama, den er gleich zu Beginn seiner Zeit im Kongress scharf kritisierte, eine Kritik, die er 2019 allerdings relativierte: Er, Walsh, und andere Mitglieder der Tea-Party-Bewegung hätten geholfen, das politische Klima unversöhnlich werden zu lassen und damit eine Stimmung geschaffen, die die Wahl Trumps ermöglicht habe. „Ich bin persönlich geworden und hasserfüllt. Ich habe einige häßliche Dinge über Präsident Obama gesagt, die ich bedauere [...] sie haben geholfen, dass Trump ins Amt kam. [Trump] ist verrückt. Er ist ein Wirrkopf. Er ist brutal. Er schürt Bigotterie. Er ist unfähig. Er weiß nicht, was er tut [...], er ist ein Narzisst.“
Andererseits ist Walsh nicht frei von Kontroversen. Im September 2011 war er einer von 19 Kongressabgeordneten, die von den Citizens for Responsibility and Ethics in Washington für ethische Verstöße gerügt wurden. Er geriet unter anderem in die Schlagzeilen, weil er seinen Führerschein wegen fehlender Versicherungszahlungen verlor, weil er mit Unterhaltszahlungen in Rückstand geriet und weil er seine politische Gegnerin Tammy Duckworth verhöhnte, die im Irakkrieg als Hubschrauberpilotin ihre Beine verloren hatte. Walsh stellte ihren Status als Kriegsheldin in Frage.
Bei den Kongresswahlen 2012 verlor er dann mit 45:55 Prozent der Stimmen gegen Tammy Duckworth, die ihn damit am 3. Januar 2013 im Parlament ablösen konnte.
Walsh, der gegenwärtig als Radio-Moderator arbeitet, hat am 25. August 2019 angekündigt, als republikanischer Präsidentschaftskandidat gegen Präsident Donald Trump bei den Vorwahlen 2020 anzutreten. Er bezeichnete sich selbst als „Hardliner“ in Fragen der Einwanderung, gehörte zur Tea-Party-Bewegung und sagte, er würde Trump nicht von einer Position der Mitte aus herausfordern, sondern von rechts, und zwar aus moralischen Gründen. Bei der ersten Vorwahl in Iowa Anfang Februar erhielt er 1,1 % der Stimmen und erklärte seinen Rückzug der Kandidatur.